# Ostrava Open
Az Ostrava Open (teljes szponzorált nevén J&T Banka Ostrava Open) női tenisztorna, amely első alkalommal 2020-ban a COVID–19-világjárvány miatt elmaradt teniszversenyek pótlására került megrendezésre a csehországi Ostravában. Ez a torna WTA Premier kategóriájú volt, amelyet fedett pályán kemény borításon rendeztek, 2020. október 17−25. között. 2021-től WTA500 kategóriájúként került fel a WTA versenynaptárába.
A főtáblán 28-an kapnak helyet, 28-an a kvalifikációból indulhatnak, és 16 csapat párosban mérheti össze tudását. Az első négy kiemelt csak a 2. fordulóban kezd.

## A döntők eredményei

### Egyéni
| Év   | Bajnok             | Döntős             | Eredmény         |
| ---- | ------------------ | ------------------ | ---------------- |
| 2022 | Barbora Krejčíková | Iga Świątek        | 5–7, 7–6(4), 6–3 |
| 2021 | Anett Kontaveit    | María Szákari      | 6–2, 7–5         |
| 2020 | Arina Szabalenka   | Viktorija Azaranka | 6–2, 6–2         |

### Páros
| Év   | Bajnokok                       | Döntősök                         | Eredmény |
| ---- | ------------------------------ | -------------------------------- | -------- |
| 2022 | Catherine McNally Alycia Parks | Alicja Rosolska Erin Routliffe   | 6–3, 6–2 |
| 2021 | Szánija Mirza Csang Suaj       | Kaitlyn Christian Erin Routliffe | 6–3, 6–2 |
| 2020 | Elise Mertens Arina Szabalenka | Gabriela Dabrowski Luisa Stefani | 6–1, 6–3 |